# NHK伊那ラジオ中継放送所
NHK伊那ラジオ中継放送所（エヌエイチケイいなラジオちゅうけいほうそうしょ）は、長野県伊那市に所在するNHK長野放送局の中波放送中継局である。

## 概要
- 当放送所は、伊那市西町5935番地の標高685m地点に置かれ、伊那地域などに電波を発射している。
- なお、テレビ･FMラジオの中継局については伊那中継局を、信越放送ラジオの中継局についてはSBC伊那ラジオ中継局をそれぞれ参照の事。

## 放送所送信施設概要
| 放送局名         | 周波数  | 空中線電力 | 放送対象地域 | 放送区域内世帯数 | 開局日       | 空中線形式               | 空中線地上高 | 備考                 |
| NHK長野ラジオ第1 | 1341kHz | 100W       | 長野県       | 約3万2千世帯     | 1951年8月5日 | 頂部負荷付垂直型円筒鉄柱 | 71.7m        | 1964年2月1日に無人化 |
| NHK長野ラジオ第2 | 1539kHz | 100W       | 全国         | 約3万2千世帯     | 1954年8月1日 | 頂部負荷付垂直型円筒鉄柱 | 71.7m        | 1964年2月1日に無人化 |

- 呼出符号は第1放送がJOST、第2放送がJOSYであったが、1958年3月に廃止された。なお、第2放送に付与された「JOSY」は、その後札幌テレビ放送釧路アナログ放送局に付与されたが、2011年7月24日のアナログ放送終了で、これも廃止された。